# 褐色環反応

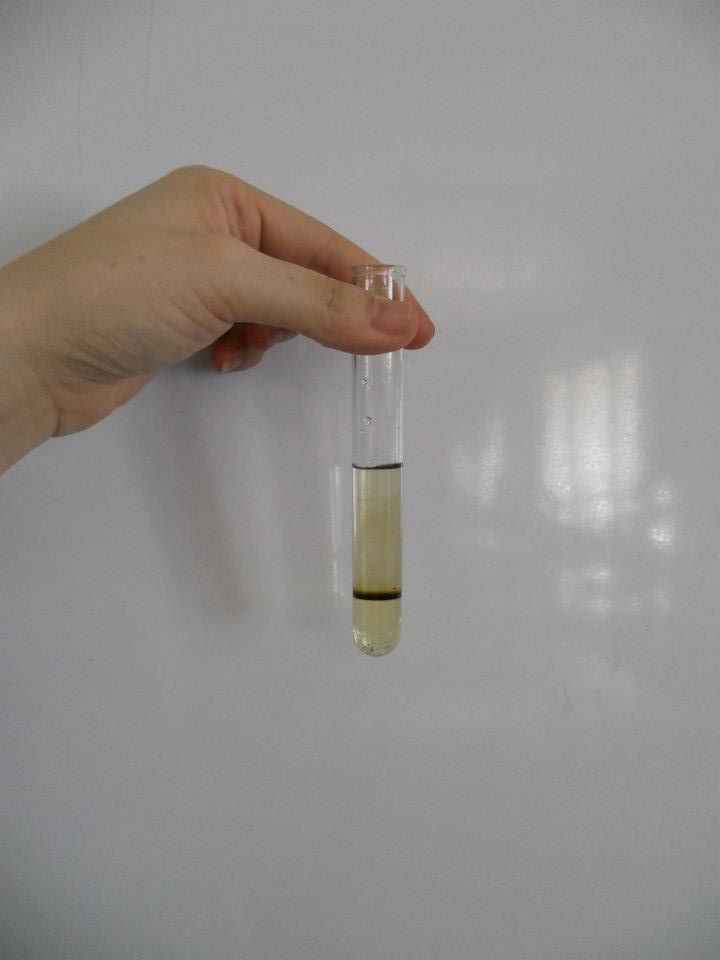
褐色環反応
上層と下層の界面に褐色環が生成しているのが解る

褐色環反応（brown ring reaction）は別名、褐輪反応や、褐色環試験（英:brown ring test）とも呼ばれる、亜硝酸イオン NO2- と硝酸イオン NO3- の検出に使われる反応である。
亜硝酸イオンや硝酸イオンを含む硫酸鉄(II)水溶液（上層）と、濃硫酸（下層）の境界面に褐色の輪（褐色環）が生成することからこの様に呼ばれる。
ほぼ全ての塩が水溶性であり、硫酸イオン SO42- 等と異なり、沈殿を形成しない水中の硝酸イオンや亜硝酸イオンの簡便な検出法として、しばしば定性無機分析に使われる。

## 方法
冷却した試料水溶液と濃厚な硫酸鉄(II)水溶液の混合溶液に、さらに冷却しつつ、濃硫酸を反応容器の壁面に伝わらせながら静かに流し込むと、密度の大きい濃硫酸は溶液の底に沈み、硝酸イオンが存在すればその境界面に褐色の輪（褐色環）が生成する。
なお、亜硝酸イオンの場合は特徴として、濃硫酸の代わりに希硫酸を加えても褐色環反応を起こす。

これは硝酸イオンに比べて、亜硝酸イオンが不安定で酸化還元反応を起こしやすいことに起因していると考えられる。

## 反応機構[1]
1、亜硝酸イオン NO2- や硝酸イオン NO3- は酸性下では以下のように酸化剤として働き、自身は一酸化窒素になる。

　（この反応は、濃硫酸から水素イオンの供給が受けられる境界面で進行しやすい。）
{\displaystyle {\rm {NO_{2}^{-}+2H^{+}+e^{-}\longrightarrow NO+H_{2}O}}}
{\displaystyle {\rm {NO_{3}^{-}+4H^{+}+3e^{-}\longrightarrow NO+2H_{2}O}}}

2、一方、鉄(II)イオンは還元剤として働く。
{\displaystyle {\rm {Fe^{2+}\longrightarrow Fe^{3+}+e^{-}}}}
1,2の半反応式をまとめると、鉄(II)イオンが亜硝酸イオンや硝酸イオンを還元し、一酸化窒素が生じていることが分かる。
{\displaystyle {\rm {NO_{2}^{-}+2H^{+}+Fe^{2+}\longrightarrow NO+Fe^{3+}+H_{2}O}}}
{\displaystyle {\rm {NO_{3}^{-}+4H^{+}+3Fe^{2+}\longrightarrow NO+3Fe^{3+}+2H_{2}O}}}

3、上記の反応により境界面で生成した一酸化窒素と溶液中の鉄(II)イオン（厳密にはヘキサアクア鉄(II)イオンの形で存在）が配位子交換反応を起こす。

　これにより、不安定な褐色の錯イオンであるペンタアクアニトロシル鉄(II)イオン [Fe(H2O)5(NO)]2+ が生成し、境界面で褐色環を形成する。
{\displaystyle {\rm {[Fe(H_{2}O)_{6}]^{2+}+NO\longrightarrow [Fe(H_{2}O)_{5}(NO)]^{2+}+H_{2}O}}}

4、ペンタアクアニトロシル鉄(II)イオン [Fe(H2O)5(NO)]2+ はかなり不安定なため、常温でしばらく放置すると3の逆反応により分解し、やがて褐色環は消失する。
{\displaystyle {\rm {[Fe(H_{2}O)_{5}(NO)]^{2+}+H_{2}O\longrightarrow [Fe(H_{2}O)_{6}]^{2+}+NO}}}

なお、ペンタアクアニトロシル鉄(II)イオン中の配位子としての水は省略されて、ニトロシル鉄(II)イオン[Fe(NO)]2+と書かれる場合もしばしばある。